# Charlotta Raa-Winterhjelm
Hedvig Charlotta Raa-Winterhjelm, née Forssman (20 novembre 1838 - 7 mars 1907), est une actrice suédoise active en Suède, Norvège et Finlande. Elle joue un rôle de pionnière en Finlande en introduisant le finnois comme langue de scène, devenant ainsi la première actrice en Finlande à donner ses répliques en finnois .

## Biographie

### Famille
Charlotta Raa-Winterhjelm est née fille d'un orfèvre à Stockholm en Suède sous le nom de Charlotte Forssman.  

### Début de carrière
Charlotta Raa-Winterhjelm étudie au Dramatens elevskola à Stockholm en 1854–56, et partit ensuite en tournée dans des compagnies de théâtre itinérantes en Suède et en Finlande. 
En 1860, elle était employée au Mindre Teatern à Stockholm. En 1863, le Mindre Teatern est repris par le Théâtre Royal Dramatique . De nombreux acteurs on obtiennent un contrat dans ce nouveau théâtre. La comptition avec la principale actrice suédoise Elise Hwasser la fit partir pour un poste au théâtre de Göteborg, où elle fut engagée jusqu'à ce qu'elle quitte la Suède pour un poste au Théâtre suédois d' Helsinki en 1866. 
Le théâtre suédois d'Helsinki est le premier théâtre permanent de la ville: inauguré en 1860, il brûle en 1863 et rouvre en 1866 et Charlotta Raa-Winterhjelm y est employé. Le théâtre devient la première scène nationale en Finlande et Charlotta Raa-Winterhjelm en devient l'actrice principale dans la tragédie romantique entre 1866 et 1872. 
En 1866, elle épouse son collègue, l'acteur Fritiof Raa (1840-1872). 

### Réformes
En parallèle, Charlotta Raa-Winterhjelm fonde également sa propre compagnie de théâtre en langue suédoise en 1866. En 1868, la première école de théâtre dramatique de Finlande est fondée en collaboration avec le théâtre et Charlotta Raa-Winterhjelm en est l'instructrice. En tant que professeur d'art dramatique, elle  travaille pour introduire la langue finnoise sur scène. La Finlande, à l'époque une province russe, était une province suédoise jusqu'en 1809, et la langue parlée sur les scènes de théâtre en Finlande n'était pas le finnois mais la langue suédoise, qui était la deuxième langue en Finlande et la langue des classes supérieures: la plupart des acteurs en Finlande à l'époque venaient de Suède ou de la minorité suédophone de Finlande. 
Pendant ce temps, la Finlande faisait partie de la Russie. Sous la domination russe, une vague de nationalisme a balayé la Finlande pour préserver l'identité culturelle et l'indépendance finlandaises et échapper à une intégration complète avec la Russie, et son initiative faisait partie de cette vague culturelle. Bien qu'elle soit Suédoise elle-même, elle a estimé que la Finlande devait avoir une scène de théâtre en finnois. Les autorités russes ont réagi à son initiative en fermant l'école d'art dramatique en 1869. En guise de protestation, Raa-Winterhjelm a prononcé ses lignes en finnois dans la pièce suivante à laquelle elle a participé; Lea d' Aleksis Kivi, qui l'a rendue historique en tant que premier acteur à avoir prononcé ses lignes en finnois sur un théâtre public en Finlande. Elle a répété son acte en étant la première actrice à jouer Ofelia et lady Macbeth en finnois. 
En 1872, Charlotta Raa-Winterhjelm crée une compagnie de théâtre en finnois. Les autorités russes s'y opposèrent cependant, et lui interdirent d'accepter des missions en finnois. La même année, elle partit avec une compagnie de théâtre itinérante pour se produire à Oslo en Norvège. 

### Carrière ultérieure
En 1874, elle épouse l'écrivain et journaliste norvégien Kristian Winterhjelm. À ce stade, elle prend un nouveau prénom, Hedvig, devenant ainsi connue sous le nom de Hedvig Raa-Winterhjelm. Son deuxième conjoint est alcoolique et lui interdit d'accepter des affectations à long terme aussi continue-t-elle sa carrière d'artiste invitée. Elle part ainsi en tournée en Suède, en Norvège, en Finlande et au Danemark. 
Elle devient particulièrement célèbre en tant qu'interprète d' Ibsen. Elle fait une tournée en Norvège en 1876–1878, et en 1883 en tant que Mrs Alving dans Ibsens Ghosts (pièce de théâtre) à Helsingborg, Copenhague, Stockholm et Oslo. 
Hedvig Raa-Winterhjelm est également active en tant que traductrice de pièces de théâtre. Elle enseigne aussi comme professeur d'art dramatique, à la fois en tant que professeur privé et dans les écoles. Elle est embauchée comme professeur d'art dramatique au Högre lärarinneseminariet de Stockholm, où elle enseigne jusqu'en 1906. 